# Piet Stam
Pieter Hendrik (Piet) Stam (Pamekasan, 20 februari 1919 – San Diego, 5 juli 1996) was een Nederlands zwemmer, gespecialiseerd in de rugslag. Hij zwom bij Neptunus en vertegenwoordigde Nederland op de Olympische Zomerspelen 1936 in Berlijn.

## Biografie
De in Nederlands-Indië geboren Stam begon op zijn tiende met zwemmen, maar beoefende pas sinds 1934 - toen zijn vader werd overgeplaatst naar Bandoeng - serieus de zwemsport. Hij trok twee jaar later de aandacht van de Nederlandse zwembond, die aangaf dat er wellicht deelname aan de Olympische Zomerspelen in Berlijn in zat. Hij moest daarvoor de 100 meter vrije slag onder de minuut zwemmen, en dat lukte. Met landgenoot en schoonspringer Hans Haasmann werd hij zodoende afgevaardigd. De twee reisden kort voor de Spelen naar Nederland. In Berlijn viel Stam zowel op de 100 meter als de 400 meter vrije slag af in de series.
Stam werd vlak voor zijn deelname aan de Spelen Nederlands kampioen op de 100, 200 en 400 meter vrije slag-wedstrijden. Hij zette van 1935 tot 1937 tevens meerdere Nederlandse records op zijn naam en bezat begin 1937 acht Nederlandse en Indische records.

## Erelijst
- Nederlands kampioen: 1936.